# Javazomus oculatus
Javazomus oculatus är en spindeldjursart som beskrevs av Paul Reddell och James Cokendolpher 1995. Javazomus oculatus ingår i släktet Javazomus och familjen Hubbardiidae. Inga underarter finns listade i Catalogue of Life.